# Блумер, Ширли
Ширли Блумер (англ. Shirley Bloomer, в замужестве Брашер, англ. Brasher; род. 13 июня 1934, Гримсби, Линкольншир) — британская теннисистка, бывшая третья ракетка мира. Победительница чемпионата Франции во всех разрядах, двукратная победительница Кубка Уайтмен со сборной Великобритании.

## Биография
Родилась в Гримсби в 1934 году. Занималась в Городском теннисном клубе Гримсби. Начала активно выступать во взрослых теннисных турнирах в 1952 году, уже в этом сезоне завоевав три одиночных титула. В 1955 году стала с соотечественницей Пат Уорд финалисткой двух турниров Большого шлема —чемпионата Франции и Уимблдонского турнира — в женском парном разряде.
В 1956 году дошла до четвертьфинала чемпионата Франции и Уимблдонского турнира и до полуфинала чемпионата США в одиночном разряде, в первом и третьем случае проиграв будущим чемпионкам Алтее Гибсон и Ширли Фрай. На следующий год выиграла чемпионат Италии в одиночном разряде, а на чемпионате Франции завоевала титул как в одиночном разряде, так и в паре с американкой Дарлин Хард. Третий титул на турнирах Большого шлема завоевала в 1958 году, также в чемпионате Франции, победив с итальянцем Николой Пьетранджели в миксте. В мировом рейтинге, составляемом по итогам года газетой Daily Telegraph, заняла 7-е место в 1956, 3-е в 1957 и 5-е в 1958 году.
Летом 1957 года начала встречаться с легкоатлетом Крисом Брашером, чемпионом Олимпийских игр 1956 года в беге на 3000 м с препятствиями. В декабре 1958 года они обручились, а свадьба состоялась 28 апреля в лондонском Челси. После свадьбы новобрачные купили дом в этом районе, где прожили до 1964 года, прежде чем переехать в окрестности Ричмонд-парка. Первый ребёнок Ширли, дочь Кейт, родилась в Челси, а сын Хью — вскоре после переезда.
Продолжала активно выступать в теннисных соревнованиях до 1971 и более редко — до 1974 года. Значительных успехов добилась в составе сборной Великобритании в Кубке Уайтмен — ежегодном матче британской и американской женских сборных. При участии Брашер британки дважды завоевали этот трофей — в 1958 и 1960 годах; во втором случае она в паре с Кристин Труман принесла команде победное очко в решающей, седьмой игре.
Пережила мужа, скончавшегося в 2003 году от рака поджелудочной железы. В середине 2010-х годов у самой Ширли была диагностирована болезнь Альцгеймера; по словам её дочери Аманды, симптомы начали появляться задолго до того, как она уговорила мать обратиться к врачу.

## Финалы турниров Большого шлема за карьеру

### Одиночный разряд (1-1)
| Результат | Год  | Турнир            | Покрытие | Соперница в финале | Счёт в финале |
| --------- | ---- | ----------------- | -------- | ------------------ | ------------- |
| Победа    | 1957 | Чемпионат Франции | Грунт    | Дороти Хед Нод     | 6-1, 6-3      |
| Поражение | 1958 | Чемпионат Франции | Грунт    | Жужа Кёрмёци       | 4-6, 6-1, 2-6 |

### Женский парный разряд (1-2)
| Результат | Год  | Турнир              | Покрытие | Партнёрша   | Соперницы в финале               | Счёт в финале   |
| --------- | ---- | ------------------- | -------- | ----------- | -------------------------------- | --------------- |
| Поражение | 1955 | Чемпионат Франции   | Грунт    | Пат Уорд    | Беверли Бейкер Флейц Дарлин Хард | 5-7, 8-6, 11-13 |
| Поражение | 1955 | Уимблдонский турнир | Трава    | Пат Уорд    | Анджела Мортимер Энн Шилкок      | 5-7, 1-6        |
| Победа    | 1957 | Чемпионат Франции   | Грунт    | Дарлин Хард | Йола Рамирес Роса Мария Рейес    | 7-5, 4-6, 7-5   |

### Смешанный парный разряд (1-0)
| Результат | Год  | Турнир            | Покрытие | Партнёр             | Соперники в финале     | Счёт в финале |
| --------- | ---- | ----------------- | -------- | ------------------- | ---------------------- | ------------- |
| Победа    | 1958 | Чемпионат Франции | Грунт    | Никола Пьетранджели | Лоррейн Кохлан Боб Хау | 8-6, 6-2      |